# Niels Bennike
Niels Bennike (Copenaghen, 6 agosto 1925 – 8 marzo 2016) è stato un calciatore danese.

## Caratteristiche tecniche
Ha ricoperto i ruoli, dapprima di centravanti, poi di interno.

## Carriera
Scoperto da Paolo Mazza in Danimarca dove giocava nel KB, con il quale vinse 3 scudetti.
Venne portato a Ferrara nella SPAL nel 1950 dove esordì in Serie B. Nel corso di quel campionato segnò 15 reti, la squadra venne promossa per la prima volta in Serie A e successivamente Bennike disputò la sua prima partita nella massima serie il 9 settembre 1951 contro la Juventus, realizzando su calcio di rigore la prima storica rete degli estensi in massima serie, accanto a Fulvio Nesti, Alberto Fontanesi, Ottavio Bugatti e Andrea Marzani che passeranno tutti in club più quotati oltre al suo ex compagno di squadra in Danimarca Dion Ørnvold.
La sorte di passare in una squadra più ambiziosa della SPAL toccherà anche a Bennike che nel 1953 vestirà la maglia del Genoa.
In carriera ha totalizzato in Italia complessivamente 89 presenze e 13 reti in Serie A e 33 presenze e 15 reti in Serie B.
L'esperienza in Liguria terminerà dopo una sola stagione, poiché si trasferirà l'anno seguente al Nancy in Francia.

## Palmarès

### Club

#### Competizioni nazionali
- Serie B: 1

SPAL: 1950-1951